# 拘束衣

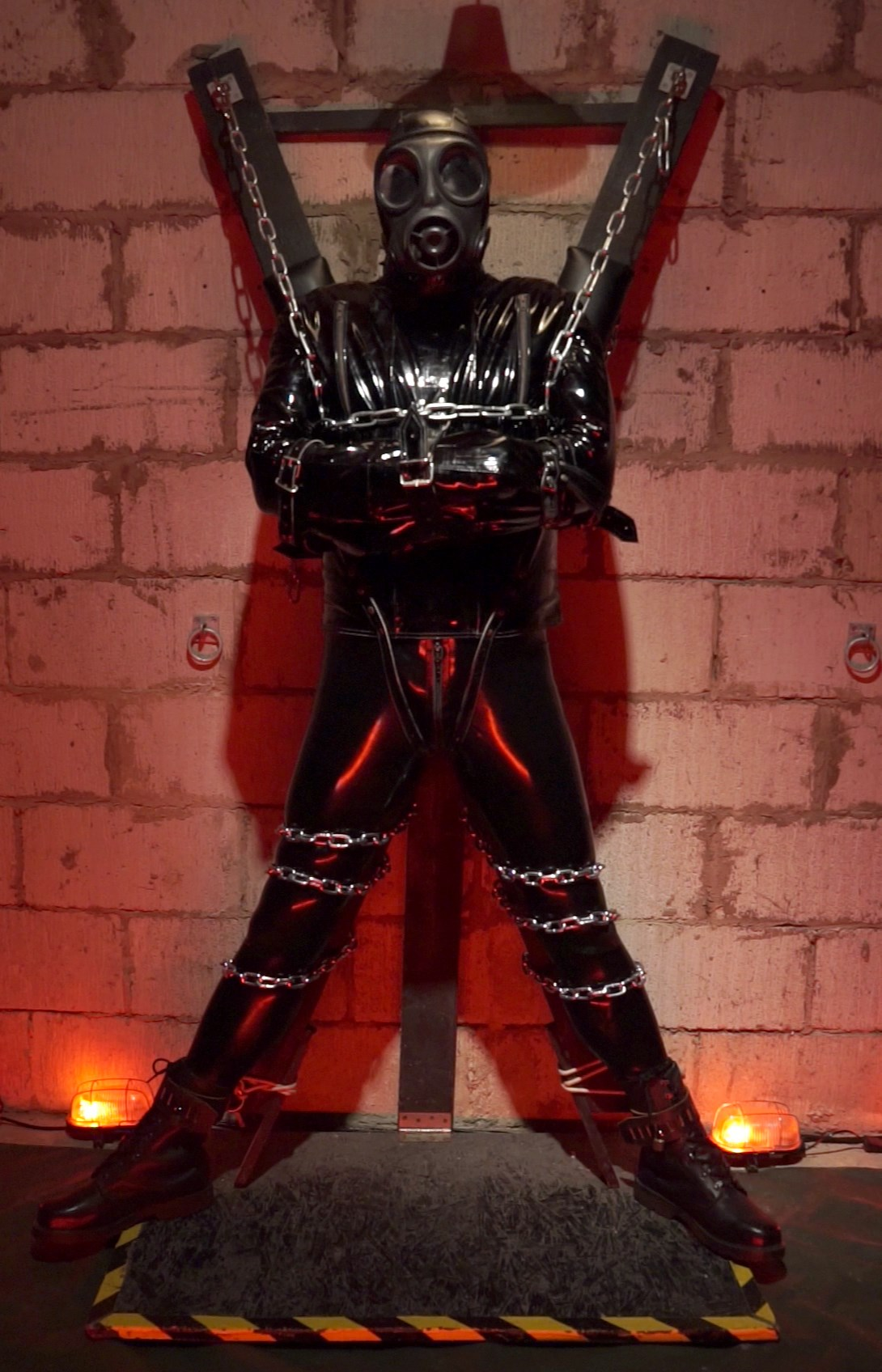
被用於束縛調教的黑色PVC材質拘束衣。

拘束衣或稱為緊束衣，外型是一個非常長的衣袖，用作限制穿戴者上肢活動，目的是保護他人及阻止自我傷害。當雙臂穿入衣袖，將雙臂在胸前交叉，兩邊衣袖尾端拉到背後再扣緊，令穿戴者的雙臂貼緊胸部。
拘束衣使用堅韌物料製造，通常都無法自行掙脫。在一些表演場合會用到，例如魔術表演；也通常用於精神病院，甚至作為性虐戀活動的「玩具」。
拘束衣某种程度上是由古代酷刑改進而成，廣泛用於精神病院來制止失控，可以舒緩人手不足的情況。
在某些地區，拘束衣亦會使用於沒有自我控制能力的人士，包括老年人。鑑於使用約束衣會損害長者尊嚴，甚至導致長者死亡，部分地區或禁止使用拘束衣，例如香港當局因應東華三院禁止使用約束物品，下令禁止各政府資助的安老院舍對長者使用拘束衣限制長者活動，目前在香港僅有少數私營安老院舍會使用拘束衣，且受到負責管理安老院舍的勞工及福利局的嚴密監督，醫生如在未經嚴密程序下容許安老院舍使用約束物品，會受到香港醫務委員會的處分。

## 安全
長時間穿著拘束衣是相當痛苦的，血液流向肘部，可能引起腫脹，雙手會因為缺乏活動而麻痺，由於骨骼和肌肉僵硬，上臂和肩膀可能會出現難以忍受的疼痛。

## 虐戀行為
穿上拘束衣的人，兩臂左右掙扎是很常見的，但任何掙扎都不能自行脫去拘束衣。
拘束衣下方位置有足夠位置掛上皮帶，有時候施虐者會把對方雙腳腳踝綁成青蛙姿勢。
由於被束縛的一方基本上無法逃離，施虐者看見對方掙扎的過程，可能產生快感。

## 註解
1. ↑  . Random House Unabridged Dictionary. Random House. 2006  [15 January 2009]. （原始内容存档于2016-03-03）.
2. ↑  Thatcher, Virginia S. (编). . McQueen, Alexander. Chiscago: Consolidated Book Publishers. 1970: 116. ISBN 0-8326-0021-0. A short light garment worn by ladies when dressed in negligee; strait jacket for lunatics or criminals condemned to the guillotine.
3. ↑  Miller-Keane Encyclopedia & Dictionary of Medicine, Nursing, and Allied Health, 5th edition
4. ↑  . www.info.gov.hk.   [2022-11-27]. （原始内容存档于2022-11-27）.
5. ↑  謝慧心. . 香港01. 2018-06-24  [2022-11-27]. （原始内容存档于2023-01-30） （中文（香港））.
6. ↑  . on.cc東網. 2021-09-07  [2022-11-27]. （原始内容存档于2022-11-27） （中文（香港））.